# (33533) 1999 HV3
1999 HV3 (asteroide 33533) é um asteroide da cintura principal. Possui uma excentricidade de 0.14445910 e uma inclinação de 6.91249º.
Este asteroide foi descoberto no dia 19 de abril de 1999 por Frank B. Zoltowski em Woomera.